# 高橋祐次郎
高橋 祐次郎（たかはし ゆうじろう、1945年3月7日 - 1998年11月29日）は、日本のドイツ語翻訳家。音楽評論家。ボンヘッファー研究会に属し、キリスト教ジャーナリストとして活躍。編集者として『カラー版聖書大事典』『新教/タイムズ聖書歴史地図』を世に遺した。柳生直行、水谷昭夫などとも親交があった。

## 略歴
- 1945年3月7日 大連にて誕生。青森県八戸市で育つ。
- 1962年1月7日 日本バプテスト連盟 八戸教会にて受洗。
- 青森県八戸高等学校を卒業。
- 1967年 中央大学文学部卒業。
- 1968年11月17日 北川満子と結婚。
- 1978年 ヨルダン社 出版部を経て新教出版社に入社。
- 1987年6月7日 日本キリスト教団行人坂教会に転入。
- 1998年11月29日 午後8時29分永眠。53歳。

## 訳書
- Th・ボヴェー『性と愛の発見』（日本YMCA 同盟出版部、1975年）
- E・ベートゲ『ボンヘッツァーの世界』（新教出版社、1981年）
- ボンヘッファー『日曜日 - 獄中からの小説草稿』（新教出版社、1987年）
- E&R・ベートゲ、Chr・グレメレス編 『ボンヘッファーの生涯 - 写真と著作による評伝』（新教出版社、1992年）
- U・カービッツほか編『ボンヘッファー/マリーア 婚約者との往復書簡 1943-1945』（三浦安子との共訳、新教出版社、1996年）
- ディートリヒ・ボンヘッファー『クリスマスの奇蹟』（新教出版社、1997年）